# Simon Marmion
Simon Marmion, né en 1425 près d'Amiens et mort le 24 ou 25 décembre 1489 à Valenciennes, est un peintre et enlumineur français. Il vécut et travailla dans les Pays-Bas bourguignons, essentiellement à Valenciennes (où il se fixa à partir de 1458), Amiens et Tournai. Son œuvre poursuit et conclut l’art des primitifs flamands.

## Biographie
Comme beaucoup de peintres de son temps, Simon Marmion appartient à une famille d'artistes. Son père, Jean, est cité comme peintre dans les archives d’Amiens en 1426, 1427, 1444 et 1449. Son frère, Mille, peint des ystoires à l’hôtel-de-ville d’Amiens en 1465 et est reçu maître à la guilde des peintres de Tournai en 1469. Selon Jean Lemaire de Belges, l'une de ses filles, Marie, est enlumineresse.
Simon Marmion est mentionné à Amiens de 1449 à 1454. Il y exécute divers travaux de décoration et peint, en 1454, un Retable du Calvaire pour la salle de justice de l’hôtel-de-ville. Il fait partie des 34 peintres employés par le duc de Bourgogne Philippe le Bon, en 1454, pour travailler à Lille aux décors du célèbre Banquet du Faisan.
En 1458, il s'installe à Valenciennes. Jusqu’à sa mort survenue le 24 ou 25 décembre 1489, il est régulièrement cité dans les archives de cette ville.
Il travaille aussi pour la cathédrale de Cambrai. En 1468, il est inscrit comme maître à la guilde des peintres de Tournai (guilde de Saint-Luc). Il est patronné par plusieurs membres de la famille ducale, notamment Charles le Téméraire et Marguerite d'York.
Trois ans après sa mort, sa veuve Jeanne de Quaroube épouse son élève, le peintre Jan Provoost, qui a hérité de l’atelier de son maître.

## Les attributions

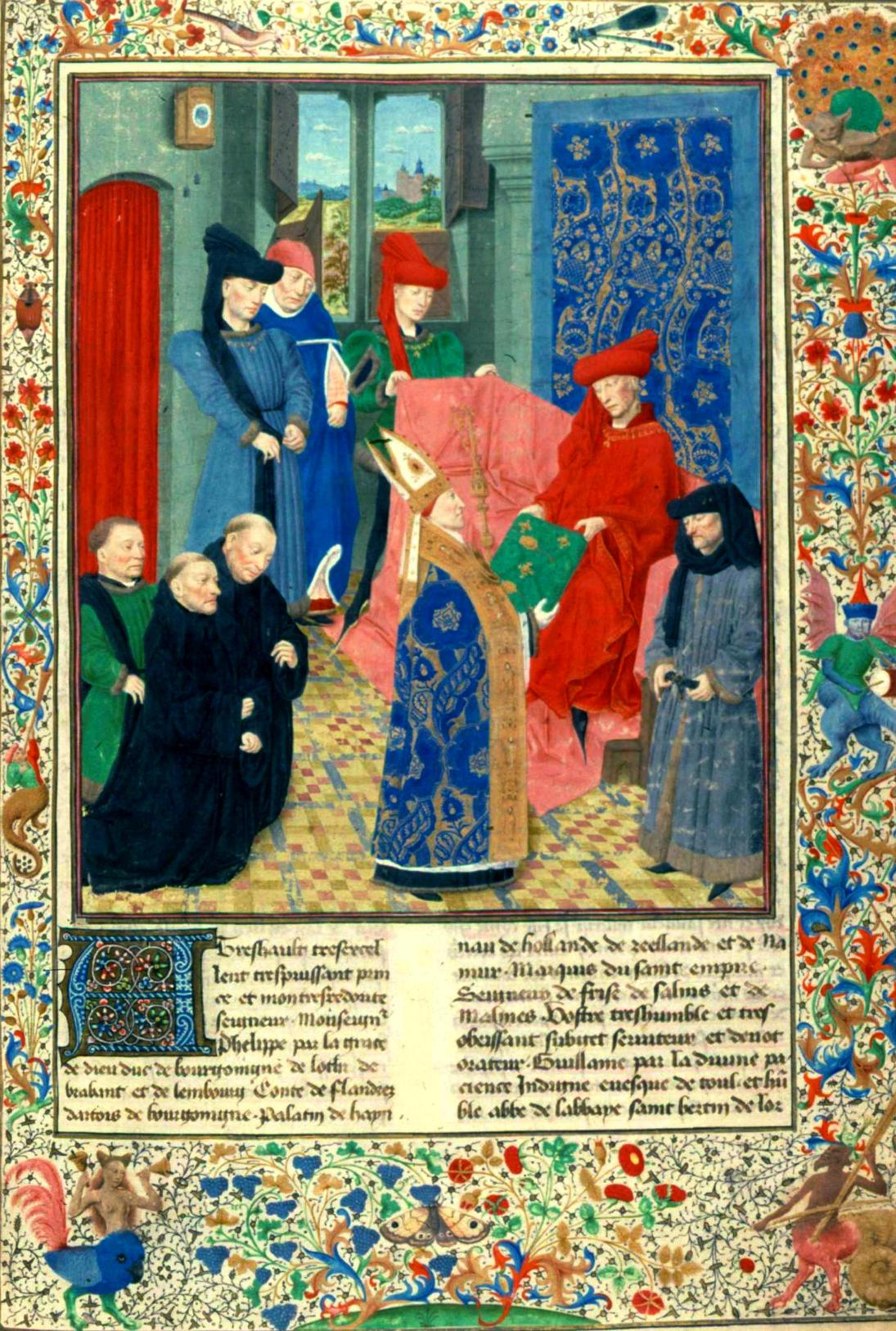
Philippe le Bon, le chancelier Rolin et le futur Charles le Téméraire reçoivent de Guillaume Fillastre le manuscrit des Grandes Chroniques de France.

Simon Marmion est l'un des plus illustres peintres et miniaturistes du nord de la France, et l’un des rares dont le nom ait été célébré puis transmis par ses contemporains. En 1489, Jean Molinet fait son éloge dans une épitaphe en vers écrite au moment de sa mort. En 1506, Jean Lemaire de Belges le qualifie de prince d’enluminure dans son poème La Couronne margaritique. Son nom est abondamment cité dans les sources d’archives, mais la plupart du temps pour des questions matérielles de succession ou de propriété ; aucune des œuvres qui lui est attribuée n’est signée ni documentée.
Entre la fin du XIXe siècle et le milieu du XXe siècle, les historiens d'art ont constitué un ample corpus Marmion sur des bases stylistiques. Un retournement s’opère à partir de 1969, où plusieurs attributions sont contestées - notamment celle du Retable de saint Bertin ; la question d’un atelier est alors posée. En 1990, un colloque organisé par le Getty Museum permet d'éclaircir les nombreux problèmes posés les trente années précédentes, et d'attribuer définitivement à Simon Marmion l'ensemble de ses œuvres, groupées autour du Retable de saint Bertin .

## Le peintre

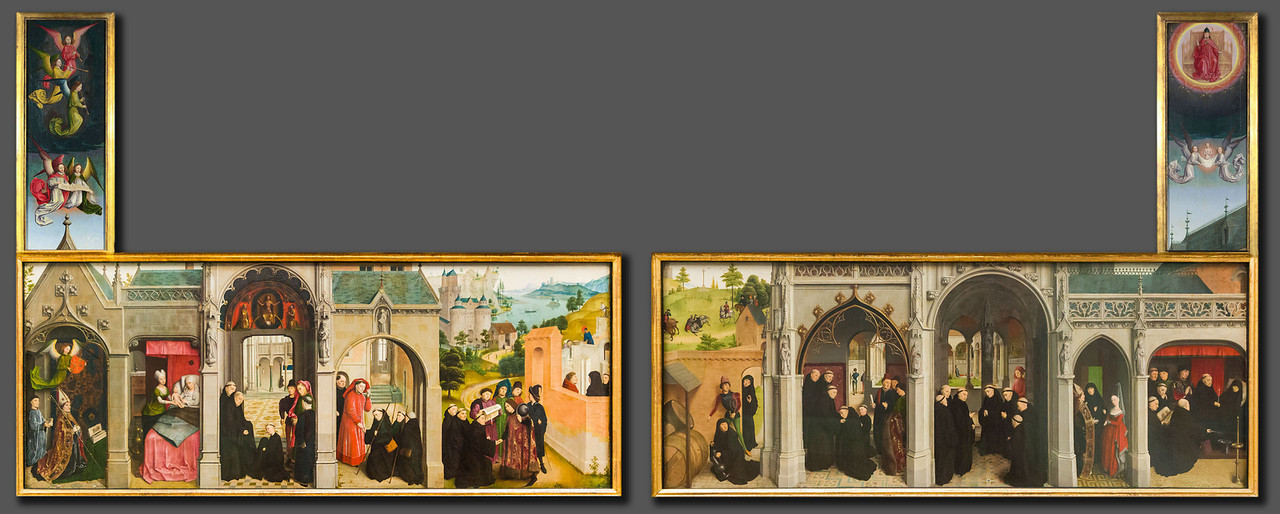
Reconstitution de l'intérieur du retable de Saint-Bertin.

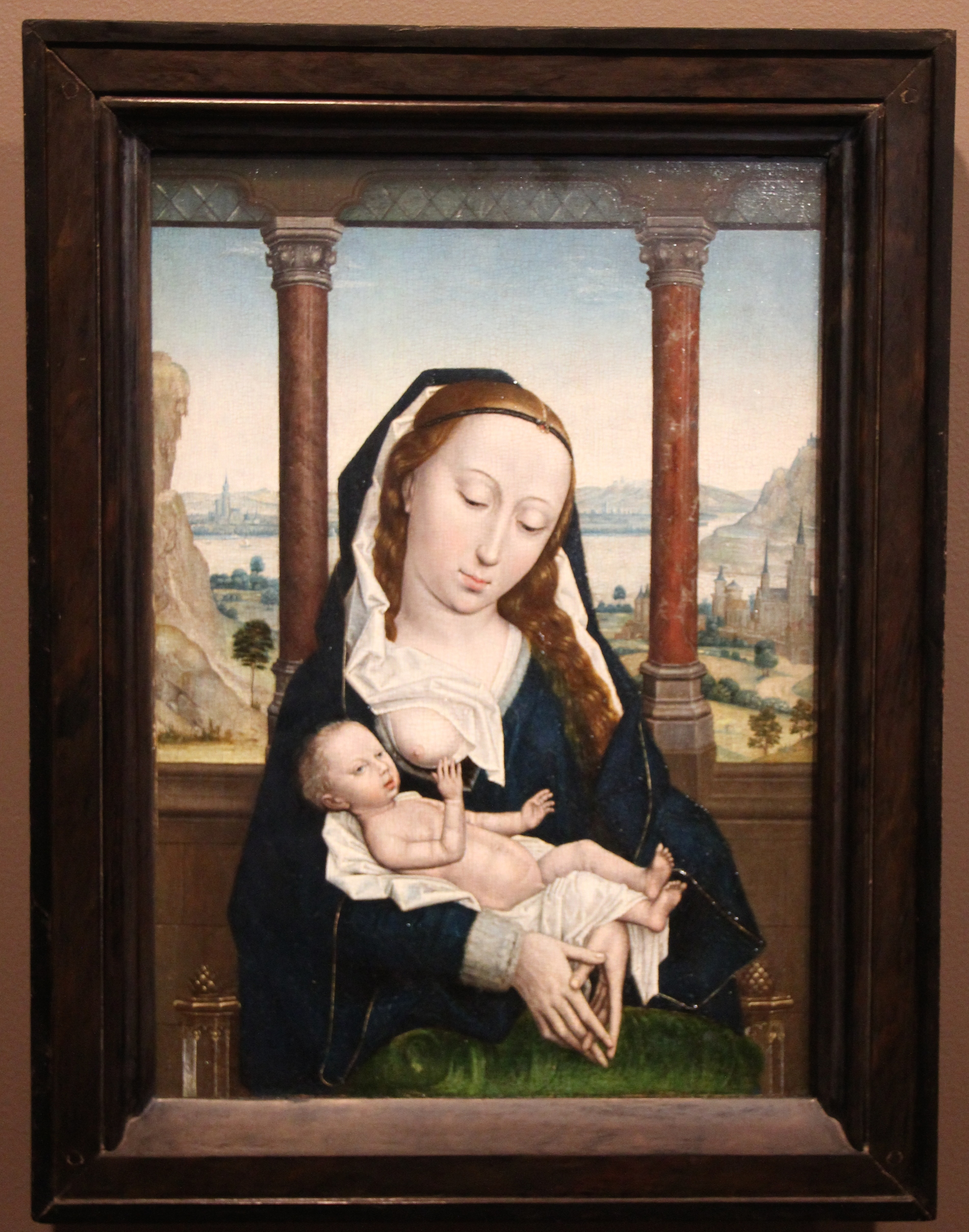
La Vierge et l'Enfant, vers 1465-75. Huile sur panneau de bois.

L’œuvre peinte la plus importante attribuée à Simon Marmion est le retable commandé en 1455-1459, pour le maître-autel de l’abbaye de saint Bertin à Saint-Omer, par son abbé Guillaume Fillâtre, évêque de Toul puis de Tournai, conseiller de Philippe le Bon. Seuls les deux volets du retable subsistent aujourd'hui ; ils sont dispersés entre la Gemäldegalerie de Berlin (deux panneaux en longueur illustrant des scènes de la vie de saint Bertin) et la National Gallery de Londres (deux panneaux représentant des Anges). La partie centrale, en orfèvrerie, a disparu.
On attribue aussi à Simon Marmion :
- la Messe de saint Grégoire (Toronto, Musée des beaux-arts de l'Ontario) ;
- le Miracle de la Vraie Croix (Paris, Musée du Louvre) ;
- la Lamentation sur le Christ mort (New York, Metropolitan Museum of Art)[5],[6] ;
- une Crucifixion (Philadelphia Museum of Art) ;
- un saint Jérôme et un donateur agenouillé (Philadelphia Museum of Art) ;
- une Pietà (Philadelphia Museum of Art) ;
- le diptyque (vers 1460) Vierge de douleur et Christ de pitié (Musée des beaux-arts de Strasbourg), où les personnages sont figurés en buste;
- la Vierge et l'enfant (vers 1465-75) (National Gallery of Victoria).

## L'enlumineur
Le manuscrit des Grandes Chroniques de France, actuellement conservé à la Bibliothèque nationale de Russie à Saint-Pétersbourg, a été commandé par Guillaume Fillastre, entre 1451 et 1460, pour être offert au duc de Bourgogne Philippe le Bon. Il comprend 25 peintures à pleine page et 65 petites miniatures sur une colonne.

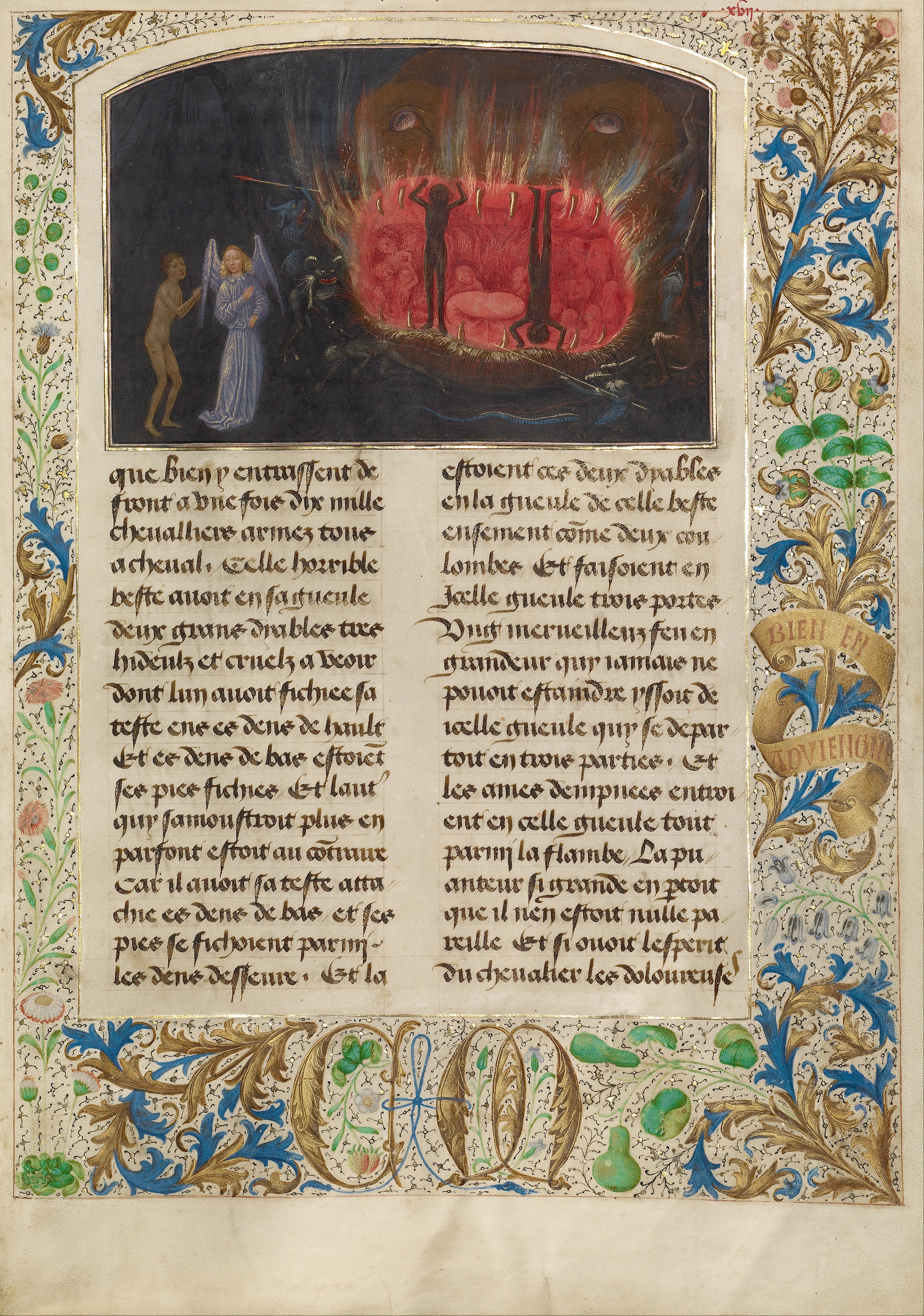
Un feuillet des Visions de Tondal.

En 1475, Simon Marmion illustre pour la duchesse de Bourgogne Marguerite d'York Les Visions du chevalier Tondal (Los Angeles, Getty Museum, Ms. 30) : ce manuscrit, issu d'un texte du XIIe siècle, relate des visions de l’au-delà, ce qui donne l’occasion de scènes spectaculaires autant qu'inédites. Ainsi que les Visions de l'âme de Guy de Thurno (Getty, Ms.31).
Simon Marmion a également peint de nombreux livres d’heures, parmi lesquels :
- les Heures Salting , exécutées vers 1475 (Londres, Victoria and Albert Museum, Ms. Salting 1221) ;
- les Heures Huth, réalisées vers 1480 (Londres, British Library, Add. Ms. 38126), en collaboration avec le Maître du Livre de prières de Dresde et le Maître des Miniatures de Houghton, comprenant 24 miniatures à pleine page et 74 plus petites, aux marges illustrées de fleurs et d’insectes[8] ;
- La Flora (Naples, Biblioteca nazionale Vittorio Emanuele, Ms. I.B.51), qui appartint au roi de France Charles VIII, orné de 22 remarquables miniatures à pleine page[9] ;
- Heures Gros, musée Condé, Chantilly, Ms.85
- un livre conservé à Londres (Victoria and Albert Museum, Ms. XXX), de très petit format mais au décor somptueux. Curieusement, ce manuscrit ne semble pas avoir été destiné à un propriétaire précis : il ne comporte aucune armoiries et les fêtes des saints, inscrites au calendrier, concernent Bruges et tout le nord de la France (à cette époque, un livre d'heures pouvait être acheté tout fait mais il était alors de qualité ordinaire). Une miniature à pleine page (la seule sans bordure) présente une iconographie inhabituelle, d'inspiration visionnaire : le Ciel et l’Enfer sur la page de gauche et le Jugement Dernier sur celle de droite qui lui fait face. Les deux tiers inférieurs montrent un paysage infernal en feu, tandis qu'au-dessus des silhouettes frêles et nues traversent un lac par un pont étroit, alors que dans l'eau des démons essaient de les saisir.
- Quatre feuillets isolés d'un livre d'heures, British Libraru, Add.71117 (feuillets A, B, C, J)
- ancien bréviaire de Charles le Téméraire, vers 1467-1470, aujourd'hui disparu, seulement deux feuillets subsistant, « Scènes de la vie de saint Denis », Metropolitan Museum of Art (1975.1.2477) et « La Vierge entrant au paradis », collection particulière.
- Heures Berlaymont, quelques feuillets conservés à la Bibliothèque Huntington, HM1173
- Heures Emerson-White, en collaboration avec le Maître du Livre de prières de Dresde, le Maître des Miniatures de Houghton, les Associés de Gand et d'autres artistes anonymes, avant 1482, Bibliothèque Houghton, Typ.443[10]

## Éléments stylistiques
L'art de Simon Marmion se caractérise par certains coloris rares autant que délicats (des roses saumon, des verts amande, des bleus ardoise...).
Une attention particulière est apportée aux jeux de lumière, trait typiquement flamand.
Simon Marmion affectionne le cadrage des personnages à mi-corps, utilisé entre autres dans La Flora. L'historien d'art Sixten Ringbom a nommé cette technique le dramatic close-up : une mise en page destinée à rapprocher affectivement la représentation peinte de celui qui la contemple, et à favoriser sa méditation.